# Aurora (província)
Aurora é um província de  classe de renda da terceira província (d) na região Luzon Central, nas Filipinas. De acordo com o censo de 1 de maio  de  2020 possui uma população de 235 750 pessoas e 49 066 domicílios. A sua capital é Baler. A sua limita com as províncias de Quezon, Bulacan, Nova Ecija, Nova Vizcaya, Quirino e Isabela. Ao este de Aurora está o mar das Filipinas.
Anterior a 1979, Aurora fazia parte da província de Quezon. Deve o seu nome a Aurora A. Quezon, esposa de Manuel L. Quezon, presidente da Commonwealth das Filipinas.

## Geografia

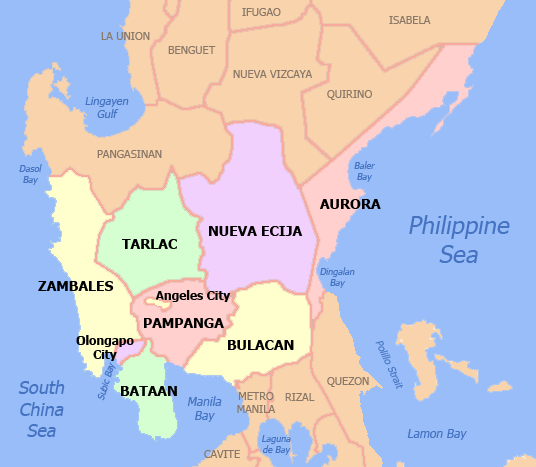
Situação da província na região.

Está situada esta província na costa oriental e na parte mais larga da ilha de Luzón. Confina ao este com o mar das Filipinas, ao sul com as províncias de Quezón e de Bulacán e ao oeste com as províncias de Quirino, Nueva Viscaya  e Nueva Écija.

## História
Nos primeiros dias do período colonial espanhol, Aurora foi eclesiasticamente vinculado ao que depois seria Distrito da Infanta. Em 1572 Juan de Salcedo explora o território de Casigurán, Baler e Infanta.
No ano 1609 os franciscanos estabeleceram missões em Baler e Casigurán. A comarca passa a depender espiritualmente aos Agustinos Recoletos em 1658, sendo devolvida aos Frades Menores em 1703 quem estabeleceram missões em Dipaculao, estabelecida em 1719, e Casigurán, em 1753.

### O Distrito
O distrito de El Príncipe foi uma divisão administrativa durante as últimas décadas do domínio espanhol. A sua capital, "cabeceira" na terminologia da época, estava em Baler. Corresponde-se aproximadamente com a atual província de Aurora. Entre 1855 e 1885, Aurora (então chamado El Príncipe) foi declarado comandância político-militar, com a sua capital em Baler.

### A província
Criada a 14 de junho de 1951,  durante o mandato do presidente Elpidio Quirino, como sub-província compreendendo os municípios de Baler, Casiguran, Dipaculao e Maria Aurora, e dependendo da província de Quezón. Baler, cidade natal de Aurora Quezón, foi designada a sua capital.
Em 1979, durante a presidência de Ferdinand Marcos, Aurora foi elevada à categoria de província, separada de Quezón, mantendo a Baler como capital.

## Cidade irmã
Em 2005, Viduerna da Peña, pátria do cabo Jesús García Quijano, o último palentino de Filipinas que participou no lugar de Baler fraternizou-se com o Município de Baler e inaugurado o Monumento à Concordia Universal em lembrança do Lugar de Baler. Um ano depois foi a Deputação de Palencia quem deu esse passo de selar a sua ligação com a Deputação da província de Aurora.

## Subdivisões

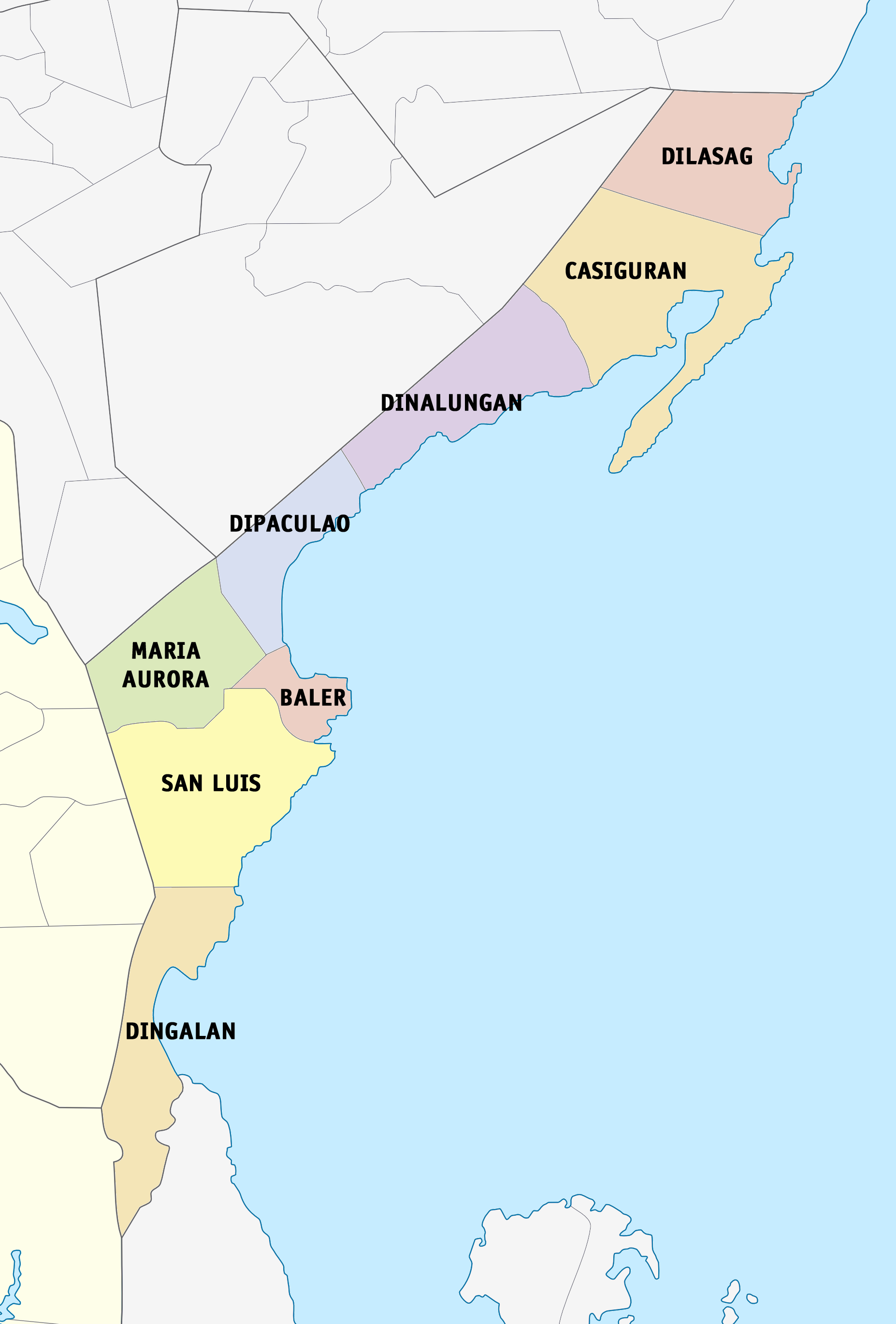
Mapa político.

Municípios
- Baler
- Casiguran
- Dilasag
- Dinalungan
- Dingalan
- Dipaculao
- Maria Aurora
- San Luis